# AMC Ambassador
La Ambassador è un'autovettura full-size prodotta dalla American Motors Corporation (AMC) dal 1958 al 1974. Il modello debuttò con il nome di Ambassador V-8 by Rambler. 
Nel 1962 cambiò invece nome in Rambler Ambassador, mentre nel 1966 la vettura fu rinominata AMC Ambassador.
La maggior parte della Ambassador furono assemblate a Kenosha, nel Wisconsin. Dal 1963 al 1966 furono prodotte anche a Brampton, in Canada. Il modello aveva il motore montato anteriormente, mentre la trazione era posteriore.

## Il contesto
La Ambassador nacque da un'esigenza individuata dal presidente dell'epoca dell'AMC, George Romney. Romney riconobbe infatti la necessità di avere una gamma di modelli completa che avrebbe dovuto generare dei volumi di vendita sufficienti tale da ammortizzare gli alti costi di assemblaggio. Per tale motivo, Romney decise di ampliare verso l'alto l'offerta dell'AMC, invadendo in questo modo il mercato del Big Three, ovvero dei tre più grandi gruppi automobilistici statunitensi dell'epoca (General Motors, Ford e Chrysler). Per tale motivo nacque l'Ambassador, ovvero un modello d'alto livello che sarebbe stato in diretta competizione con le vetture dei tre gruppi citati.

## La prima serie: 1958–1959
La prima serie del modello aveva in dotazione un motore V8 da 5,4 L di cilindrata che erogava 270 CV di potenza e 490 N·m di coppia. Questo propulsore era dotato di un carburatore quadruplo corpo, di un doppio sistema di scarico e di punterie idrauliche. Inoltre, il modello era provvisto di un cambio automatico a tre rapporti Borg-Warner, le cui posizioni erano selezionate grazie a un bottone.

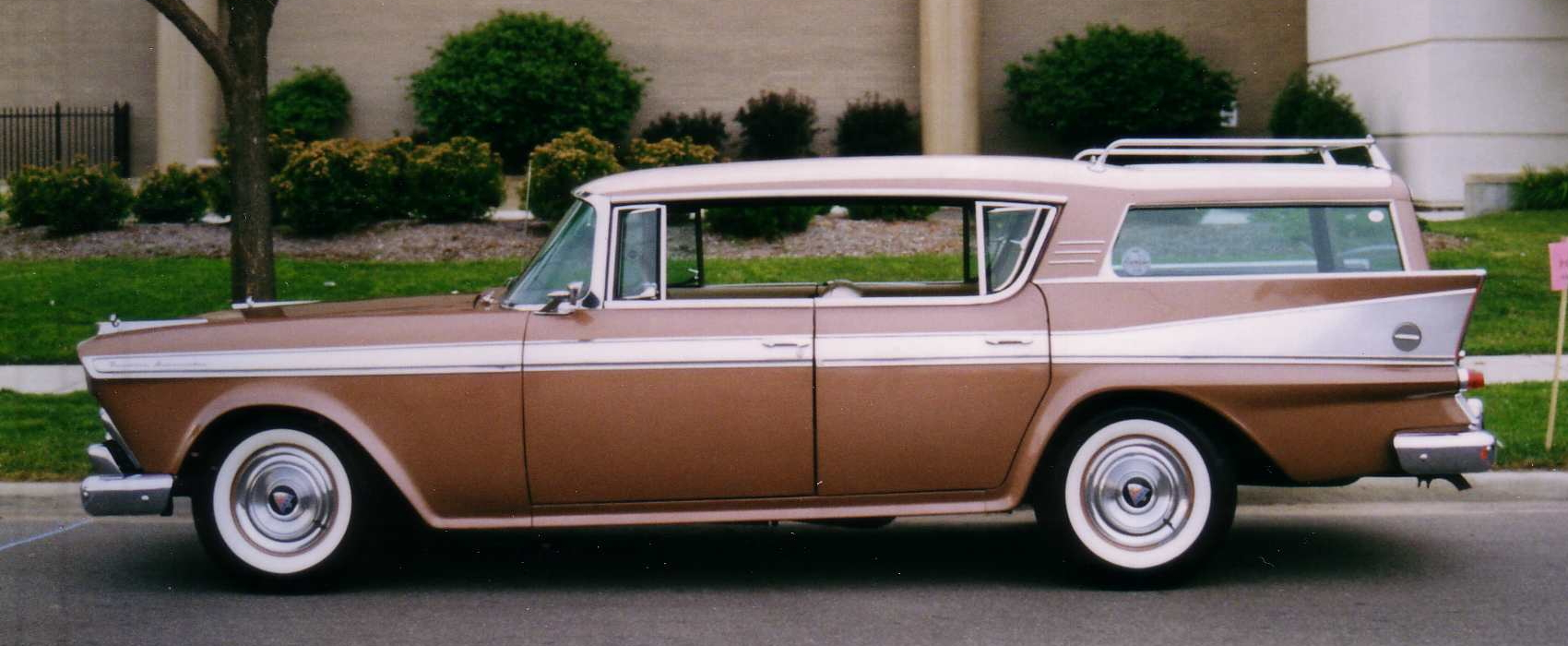
Ambassador V-8 familiare

Il modello era offerto in versione berlina quattro porte, berlina hardtop quattro porte, familiare quattro porte e familiare hardtop quattro porte. Nel 1958 la Ambassador venne offerta in solo tipo di allestimento che comprendeva degli interni d'alto livello, l'orologio elettrico, i sedili posteriori reclinabili e frazionabili, e i posacenere per i passeggeri posteriori.
Il modello debuttò con il nome ufficiale di "Ambassador V-8 by Rambler". Ciò fu fatto per associare alla vettura il marchio Rambler, che all'epoca era famoso e apprezzato, ma senza utilizzare una denominazione tipo "Rambler Ambassador". La gamma della Rambler, infatti, era formata da vetture economiche. Comunque, sulla carrozzeria la vettura aveva riportato la dicitura "Rambler Ambassador".
La Ambassador era comunque più grande della Rambler Six e della Rambler Rebel V8. La lunghezza supplementare non fu però aggiunta all'abitacolo, che infatti possedeva la stessa spaziosità di quello dei modelli citati. In seguito, i livelli di allestimento diventarono due, il Super e il Custom.
La Ambassador possedeva un ottimo rapporto peso/potenza che permetteva al modello di avere delle ottime prestazioni. La Ambassador poteva essere equipaggiata con un differenziale a scorrimento limitato, il servofreno, il servosterzo, gli alzacristalli elettrici e l'aria condizionata.
Nel 1959 il modello venne rivisto sia esteticamente che meccanicamente. Fu aggiornato anche l'equipaggiamento. 

## La seconda serie: 1960–1961
Nel 1960 la Ambassador fu oggetto di un restyling che coinvolse la linea e varie parti della carrozzeria. Ancora una volta la motorizzazione del modello comprendeva solo un propulsore, vale a dire il V8 da 5,4 L sopramenzionato. Questa volta però erano disponibili due versioni. La prima era dotata di un carburatore quadruplo corpo, di un rapporto di compressione di 9,7:1 ed erogava 270 CV di potenza e 490 N·m di coppia. La seconda era invece contraddistinta da un rapporto di compressione di 8,7:1, da un carburatore doppio corpo, da un doppio sistema di scarico e sviluppava 250 CV di potenza e 460 N·m di coppia. Il cambio era sempre automatico a tre rapporti.
La Ambassador era sempre offerta in due allestimenti, quello base (il Super) e quello d'alto livello, il Custom. Furono rivisti gli interni e la meccanica (soprattutto quella delle sospensioni). La Ambassador era la sola vettura d'alto livello dalle dimensioni relativamente contenute che era offerta sul mercato statunitense nel 1960. Questa serie del modello era disponibile in versione berlina quattro porte, berlina hardtop quattro porte, familiare quattro porte e familiare hardtop quattro porte.
Nel 1961 la Ambassador fu rivista esteticamente. La linea della parte posteriore, in particolare, venne completamente ridisegnata e fu il frutto del lavoro di Edmund Anderson. Complessivamente, con le modifiche apportate, la Ambassador ora richiamava le vetture europee contemporanee. Nell'anno in oggetto l'unica carrozzeria disponibile fu la berlina quattro porte. Le altre tre carrozzerie vennero infatti ritirate dal mercato. Le vendite della Ambassador nel 1961 andarono però piuttosto male. 

## La terza serie: 1962

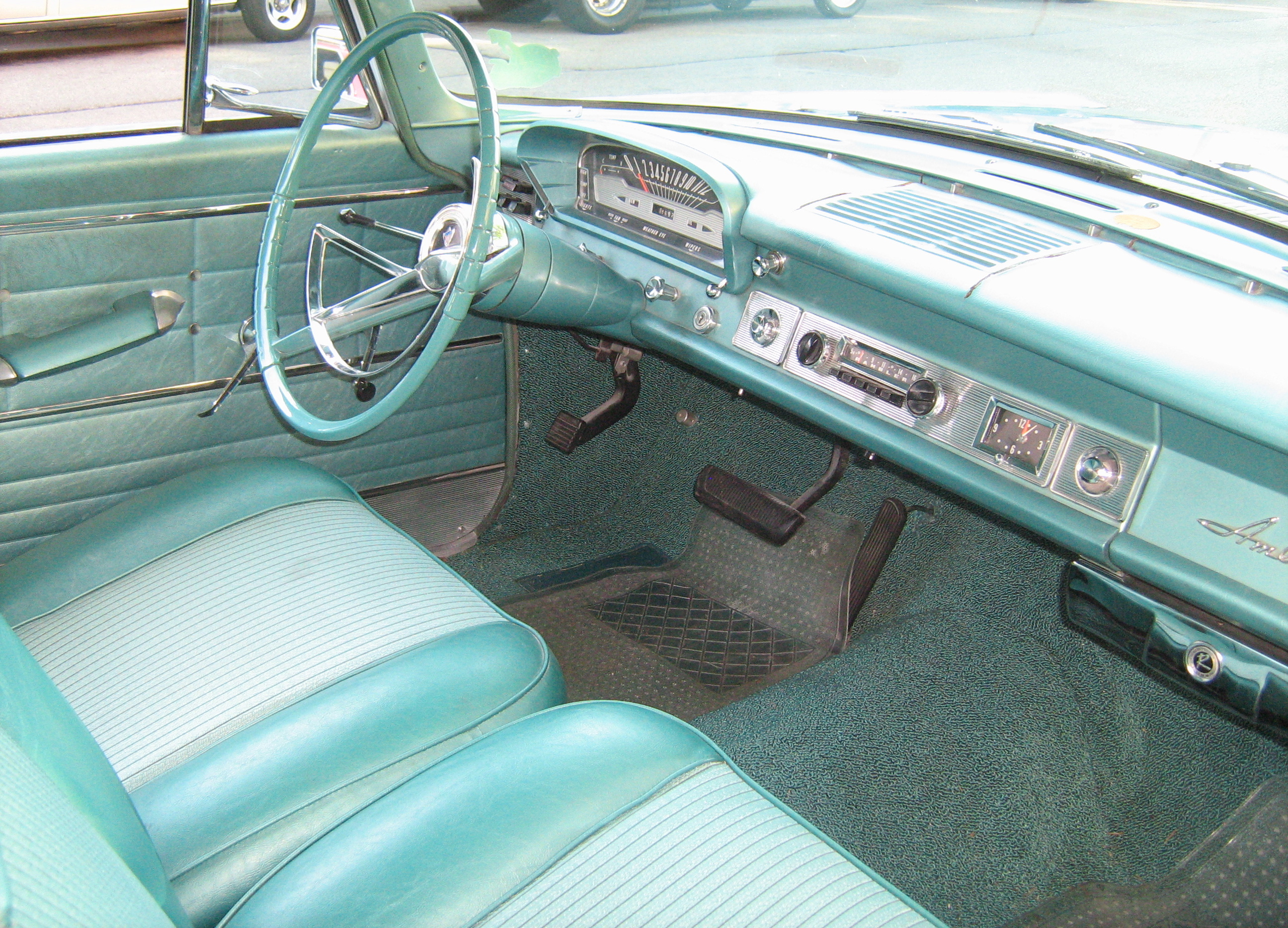
Gli interni

In seguito alle basse vendite dell'anno precedente la AMC decise di rivedere la Ambassador rimpicciolendone le dimensioni. Il provvedimento non consumò troppe risorse finanziarie perché la AMC stava risparmiando fondi per un piano di revisione radicale dei modelli che era previsto per il 1963. Le modifiche coinvolsero la linea e alcuni particolari della carrozzeria. In occasione delle modifiche del 1962, il modello cambiò ufficialmente nome in Rambler Ambassador.
Nel 1962 debuttò anche una nuova versione, la berlina due porte. Ora, oltre agli allestimenti Super e Custom, la gamma della Ambassador comprendeva ora anche l'allestimento 400, che era dotato di sedili singoli e poggiatesta. Gli interni, dopo la revisione, vennero resi più lussuosi. Ancora una volta, l'unico motore disponibile era il V8 da 5,4 L nelle due versioni già citate nel paragrafo della serie precedente. Anche il cambio era sempre automatico a tre rapporti. Questa serie di Ambassador era, in pratica, quasi identica alla Rambler Rebel ed entrambi i modelli avevano delle prestazioni brillanti. 

## La quarta serie: 1963–1964
Nel 1962 Romney lasciò l'AMC per intraprendere la carriera politica. Il manager vinse infatti le elezioni e diventò Governatore del Michigan. Nel frattempo, la AMC decise di rivedere la linea delle Rambler in listino. Questi modelli rinnovati continuarono a seguire la filosofia precedentemente predisposta da Romney per contenere i costi di produzione. Questa strategia, in particolare, prevedeva la commercializzazione di una gamma di piccole vetture che avevano in comune molti componenti. La nuova Ambassador, in particolare, fu lanciata sui mercati nel 1963. 
Disegnata da Edmund Anderson e Richard A. Teague, la nuova linea del modello era più pulita e più semplice di quella della serie precedente. In particolare, questa serie di Ambassador aveva alcune parti intercambiabili con la Classic. Le Ambassador possedevano una struttura a monoscocca in luogo del telaio separato, che era invece comunemente utilizzato sui modelli dell'epoca. La Ambassador e la Classic utilizzavano dei pannelli della carrozzeria che erano ricavati da un unico lamierato. La struttura del corpo vettura era rigida ma consentiva l'assorbimento delle vibrazioni. Inoltre, il modello possedeva un buon isolamento acustico ed era dotato di alcuni accenti lussuosi come, ad esempio, l'apertura delle portiere azionata tramite un bottone.
La Ambassador era offerta in versione berlina quattro porte, familiare quattro porte e berlina due porte (quest'ultima fu offerta però solo nel 1963). Gli allestimenti erano invece due, l'880, che sostituì il Super, e il 990, che era il top di gamma e che sostituì sia il Custom che il 400.
Anche questa serie di Ambassador venne offerta con un solo tipo di motore, ovvero il sopraccitato V8 da 5,4 L nelle sue due versioni.
Le vendite andarono bene e la Ambassador, insieme all'intera gamma delle Rambler, vinse il premio organizzato dalla rivista Motor Trend di "auto dell'anno".
Nel 1964 il modello fu oggetto di cambiamenti che coinvolsero gli allestimenti e l'equipaggiamento. La calandra fu rivista e venne aggiunta alla gamma la versione hardtop due porte che fu denominata 990-H. Nel contempo, l'allestimento 880 fu tolto di listino. Nell'anno in oggetto fu introdotta la trasmissione "Twin-Stick", ovvero un cambio manuale a tre rapporti con overdrive.

## La quinta serie: 1965–1966
Nonostante il successo della serie precedente, la dirigenza dell'AMC non era completamente soddisfatta. Essa, infatti, decise di competere direttamente con il Big Three modificando i modelli in modo tale da collocarli in una posizione di mercato superiore. In questo modo, secondo la dirigenza dell'AMC, il gruppo automobilistico si sarebbe liberato della fama di marchio costruttore di modelli a basso costo. Per tale motivo, la AMC decise di rivoluzionare la gamma introducendo nuove versioni dei modelli prodotti che si sarebbero posizionate nei segmenti di mercato già occupati dalle vetture del Big Three. In particolare la American avrebbe fatto concorrenza nella fascia delle vetture compact, la Classic nel segmento delle mid-size mentre la Ambassador nella fascia delle full-size. Tutti e tre i modelli furono ingranditi. Lo spazio aggiuntivo non fu però sfruttato nell'abitacolo e nel bagagliaio. La Ambassador fu l'emblema di questo cambio di strategia dell'AMC, che passò da vetture economiche ad automobili più grandi, più veloci e che, perlomeno potenzialmente, erano in grado di garantire più profitti. La Ambassador, come gli altri modelli AMC, fu rivista anche esteticamente. Inoltre, fu ampliata l'offerta degli allestimenti, dell'equipaggiamento e dei motori.
Il motore base era un sei cilindri in linea da 3,8 L di cilindrata. Più popolari furono però i due V8 che avevano una cilindrata, rispettivamente, di 4,7 L e 5,4 L. I cambi disponibili erano due trasmissioni manuali a tre rapporti (una delle quali era ancora il cambio "Twin-Stick" della serie precedente), una trasmissione manuale a quattro rapporti e un cambio automatico a tre marce.
Nel 1966 la vettura cambiò nome da "Rambler Ambassador" a "AMC Ambassador". Ciò fu la conseguenza del cambio di strategia da parte della AMC. Come già accennato, il marchio Rambler era associato infatti dai consumatori a vetture economiche. 

## La sesta serie: 1967–1968
La AMC introdusse una nuova serie di Ambassador nel 1967. La nuova generazione del modello aveva dimensioni più generose di quelle delle serie precedenti e quindi entrò in concorrenza diretta con la Ford Galaxie, la Chevrolet Impala e la Plymouth Fury. La linea fu completamente rinnovata e venne dotata di forme più arrotondate. I parafanghi furono modificati secondo uno stilema in voga all'epoca (il cosiddetto stile a “bottiglia di Coca-Cola.

La versione berlina due porte era offerta nell'allestimento 880 e fu dotata di sottili montanti centrali che la facevano assomigliare a un coupé. Era anche presente l'allestimento DPL, che fu invece disponibile per le versioni hardtop due porte e cabriolet due porte. Per gli allestimenti 990 e DPL era offerta tra le opzioni una copertura in vinile del tettuccio. La versione familiare era invece disponibile con l'allestimento 990 ed era dotata di pannelli laterali in finto legno. In generale, gli interni delle Ambassador erano realizzati con materiali di pregevole fattura. Erano inoltre disponibili molti optional.
Anche per questa serie fu disponibile il motore a sei cilindri in linea da 3,8 L. Invece, i precedenti motori V8 furono sostituiti da due propulsori omologhi che avevano una cilindrata, rispettivamente, di 4,8 L e 5,6 L e che debuttarono nel 1966 sulla Rambler American. Il secondo propulsore citato, che dotato di un carburatore quadruplo corpo e di un doppio sistema di scarico, erogava 280 CV di potenza e 495 N·m di coppia. In occasione del lancio di questa nuova serie di Ambassador, furono anche aggiornate le sospensioni. Questa nuova generazione di Ambassador fu promossa da una campagna pubblicitaria che venne fatta sui giornali e in televisione. Quest'ultima, in particolare, fu innovativa per l'epoca. Nonostante questi sforzi, le vendite non andarono bene.
Nel 1968 il nuovo allestimento SST, che si posizionò sopra il DPL, fu aggiunto alla gamma. Nell'anno citato fu deciso di dotare le Ambassador dell'aria condizionata. Ciò fu un primato per l'industria automobilistica statunitense: la Ambassador fu infatti il primo modello prodotto su larga scala a montarla di serie. Infatti, neppure la Cadillac e la Lincoln la offrivano di serie sui propri modelli più lussuosi. Ciò non fu un caso: la AMC, infatti, aveva grande conoscenza sui refrigeratori grazie all'esperienza accumulata con la Kelvinator. I clienti che comunque non desideravano l'aria condizionata, potevano farla togliere dal modello ordinato ottenendo uno sconto sul prezzo. Nel 1968, le uniche case automobilistiche che seguirono l'esempio della AMC furono la Rolls-Royce e altri costruttori minori di vetture sport.
A causa delle basse vendite fu deciso di togliere dai listini la cabriolet e la berlina due porte. Nell'occasione fu aggiunto all'offerta l'allestimento SST, che fu disponibile sulle hardtop e sulle berline, e che si posizionò al top di gamma. Sempre nel 1968 la Ambassador fu oggetto di miglioramenti stilistici e venne aggiunto alla gamma un motore V8 opzionale da 6,4 L e 315 CV.
I cambi disponibili per questa serie di Ambassador erano due trasmissioni manuali a tre rapporti (una delle quali era dotata di overdrive), una trasmissione manuale a quattro rapporti e un cambio automatico a tre marce.

## La settima serie: 1969–1973
Nel 1969 la Ambassador fu rivista nuovamente. Le dimensioni furono aumentate ancora, tanto da far registrare per la Ambassador un record: con queste dimensioni, essa diventò infatti il modello più lungo mai realizzato dall'AMC. Nell'occasione, fu anche aggiornata la linea. Gli allestimenti disponibili erano tre, ovvero quello base, il DPL e il top di gamma SST. Anche gli interni vennero aggiornati. Già nello stesso anno del lancio la versione hardtop due porte fu tolta dai listini.

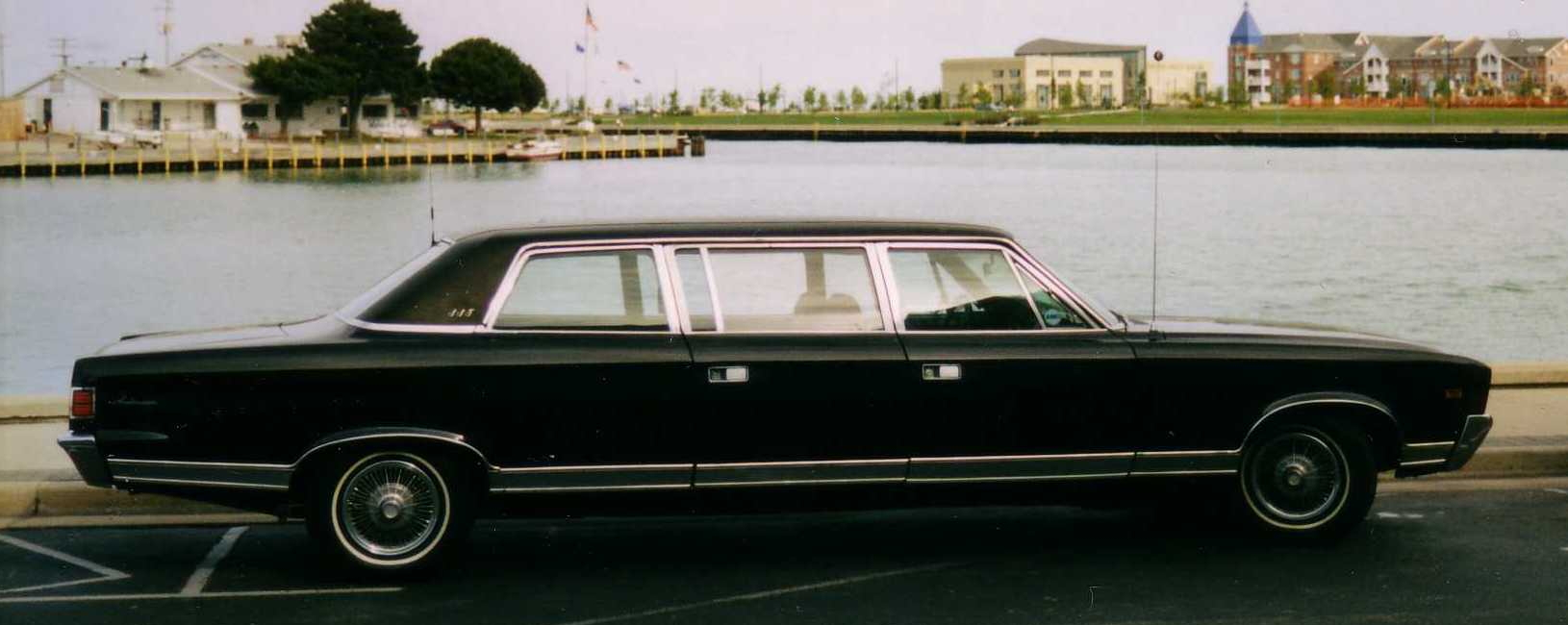
Ambassador Royale Stretch Limo

Di questa serie ne venne realizzata anche la versione limousine. Denominata Royale Stretch Limo, questa vettura speciale fu anche l'auto ufficiale del Governatore del Wisconsin. Le conversioni delle berline a limousine furono però molto rare. Il motore utilizzato sulla Ambassador versione limousine derivava da quello montato sulla AMX. Era infatti offerto un V8 da 6,4 L di cilindrata e 315 CV di potenza. Questo propulsore era accoppiato a un cambio automatico Borg-Warner a tre marce e a un differenziale a scorrimento limitato.
Nel 1970 il modello fu aggiornato sia esteticamente che per quanto riguarda la motorizzazione. Il propulsore V8 da 4,8 L fu sostituito da un V8 da 5 L che erogava 210 CV e 414 N·m. Quest'ultimo fu disponibile solo per gli allestimenti DPL e SST. Il V8 da 5,6 L fu rimpiazzato invece da un V8 da 5,9 L che era disponibile sia in versione con carburatore doppio corpo, sia con carburatore quadruplo corpo. Il V8 da 6,4 L era invece opzionale ed erogava 325 CV e 569 N·m.
Nel 1971 la Ambassador fu invece oggetto di cambiamenti minori. L'equipaggiamento offerto di serie fu però migliorato e venne modificata anche la linea. Venne introdotto il nuovo allestimento Brougham, che si posizionò al top di gamma, mentre quello base fu tolto dai listini. Per l'allestimento DPL fu introdotto un sei cilindri in linea da 4,2 L e 150 CV che era dotato di sette supporti di banco. Tutte le SST e le Brougham montavano di serie il V8 da 5 L che erogava 210 CV. Per tutta la gamma, era offerta di serie la trasmissione automatica Borg-Warner. I modelli di questa serie di Ambassador furono offerti anche come auto della polizia, taxi e vettura di rappresentanza per autorità statali.
Nel 1972 il modello fu oggetto nuovamente di modifiche minori. L'allestimento DPL venne tolto dai listini insieme al motore a sei cilindri in linea da 3,8 L. Ciò fece dell'Ambassador l'unico modello statunitense prodotto in grandi volumi ad avere contemporaneamente compresi nell'equipaggiamento di serie l'aria condizionata, il cambio automatico e un motore V8. Nell'anno in oggetto, il cambio automatico a tre rapporti fu sostituito da un'analoga trasmissione TorqueFlit.

Nel 1973 l'allestimento SST fu tolto dai listini e quindi tutte le Ambassador furono disponibili solo in versione Brougham. Nell'occasione, i paraurti furono adeguati alle nuove leggi federali vigenti sulla sicurezza che imponevano il limite di assorbimento degli urti a 8 km/h per gli urti nella parte anteriore del veicolo e 3 km/h per quella posteriore senza che il motore e i fanali si danneggiassero. Anche la meccanica fu aggiornata. Oltre alle motorizzazioni citate, era anche disponibile un motore V8 da 6,6 L.

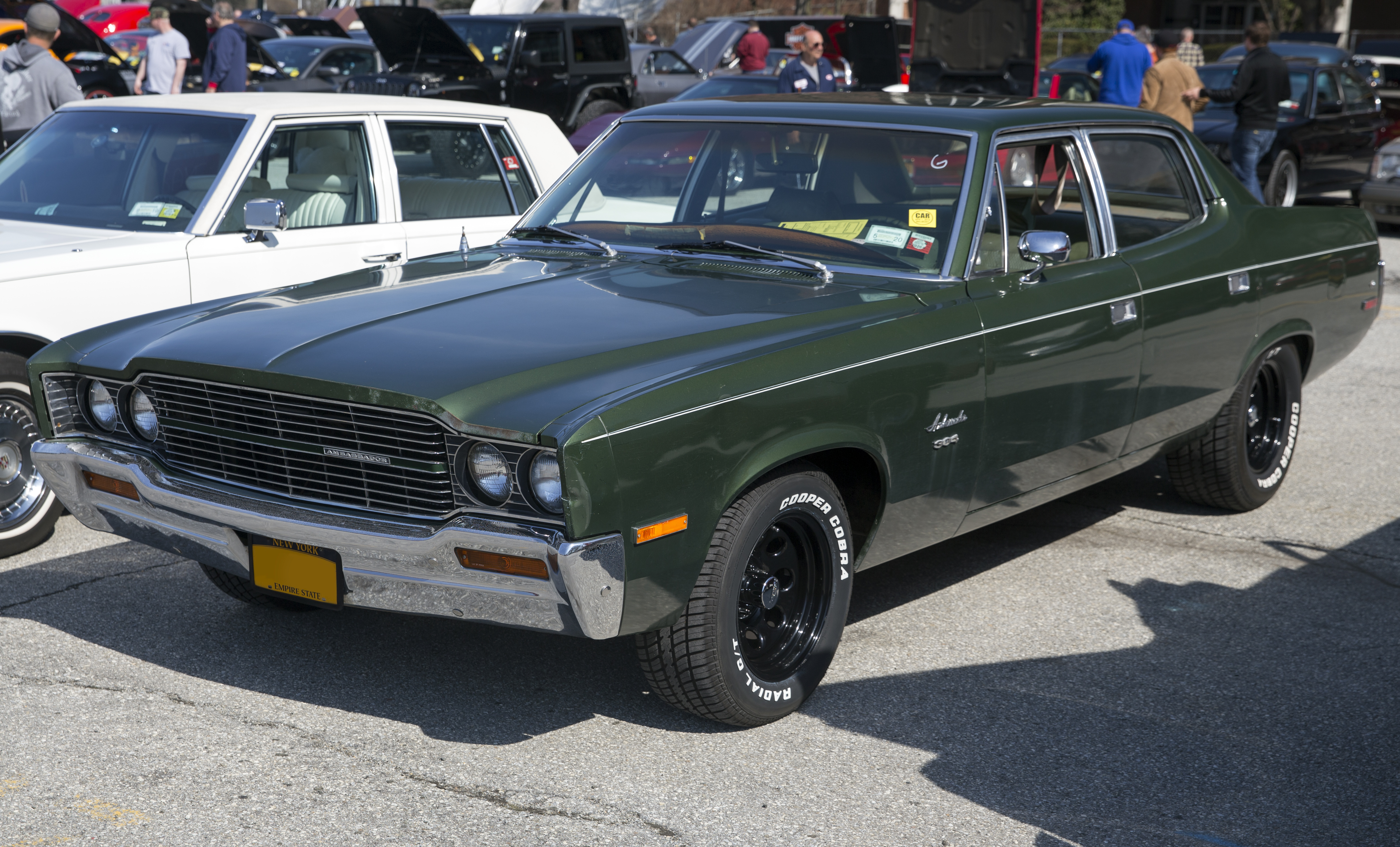
AMC Ambassador del 1970
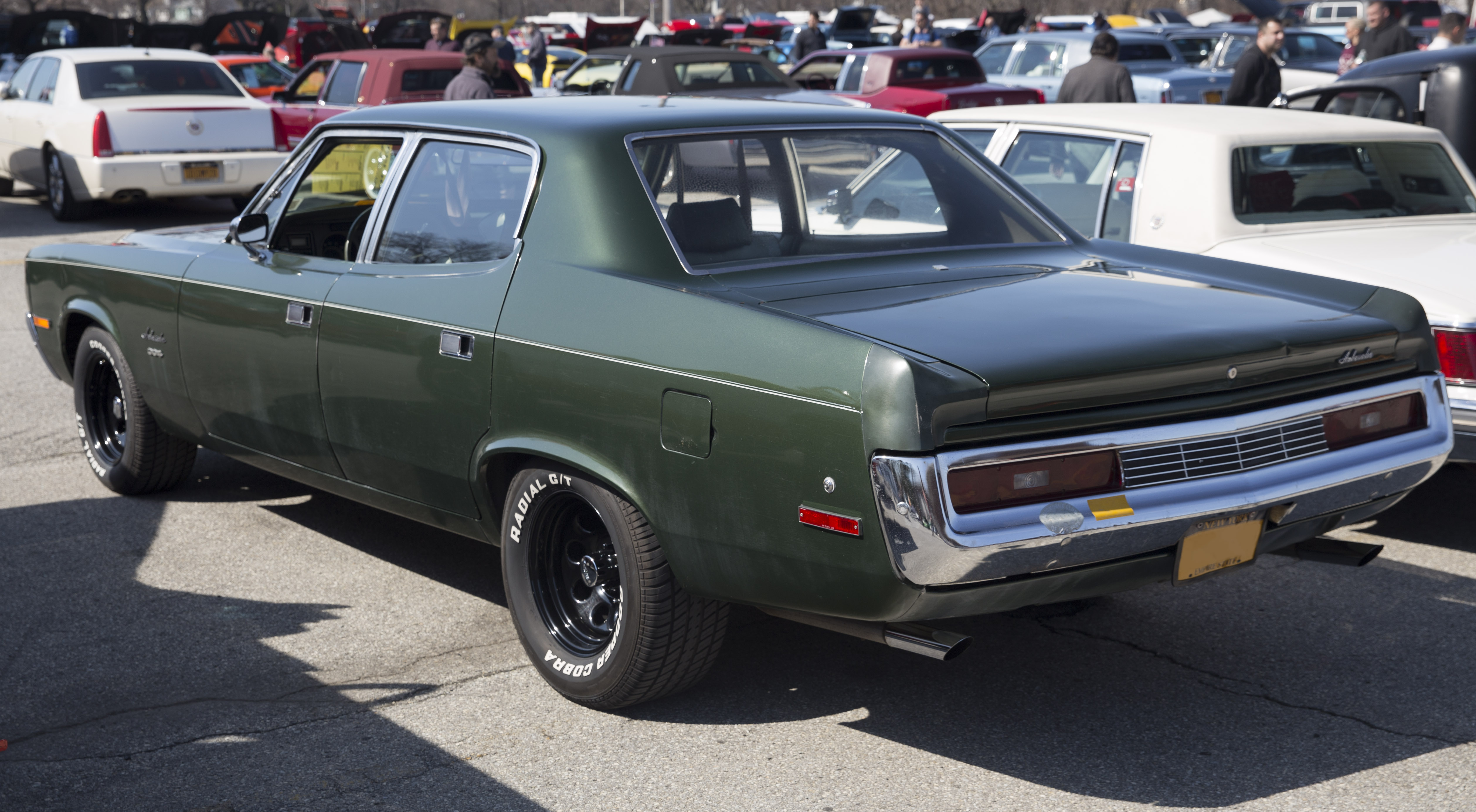
Vista posteriore
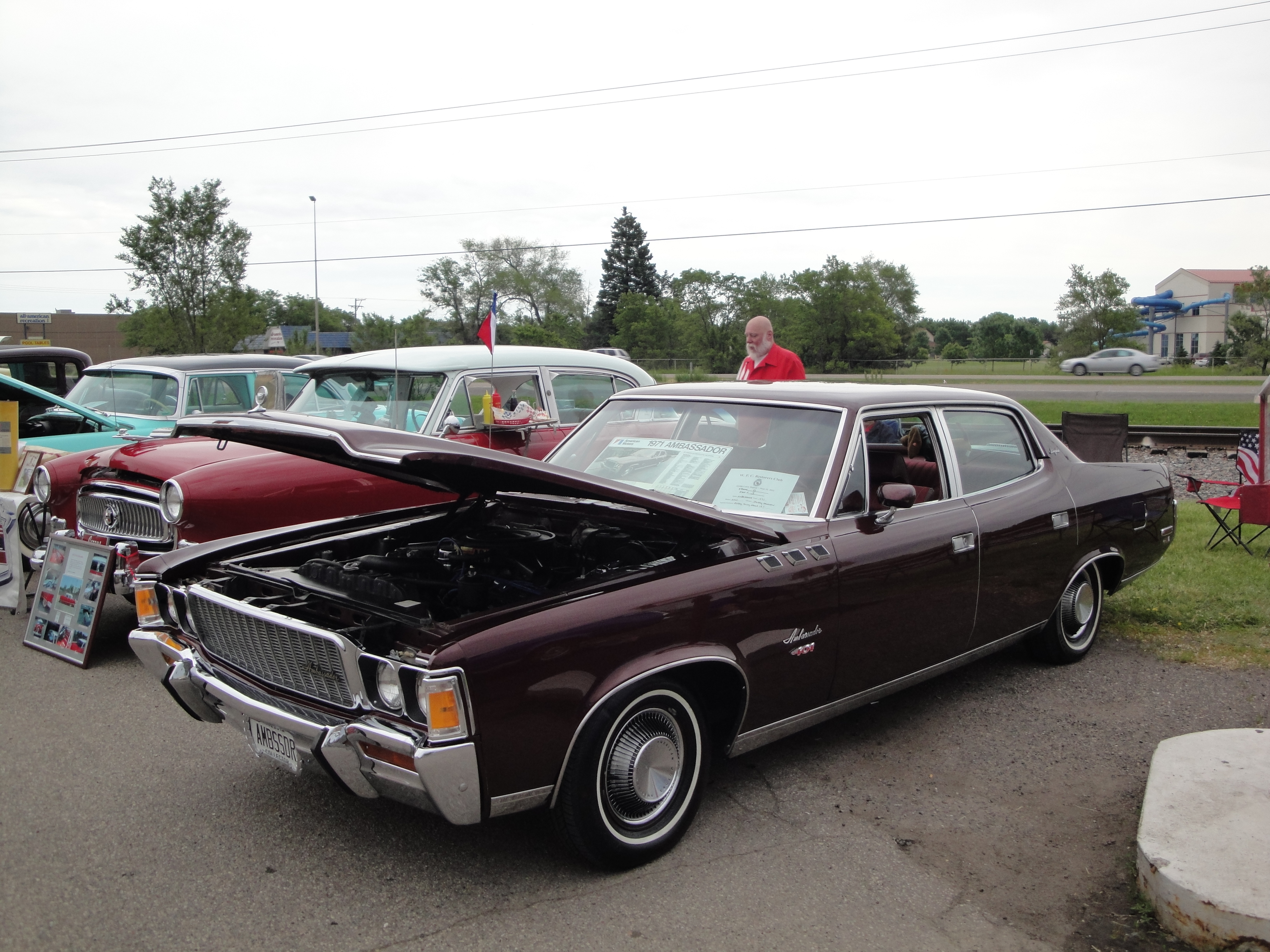
AMC Ambassador del 1971
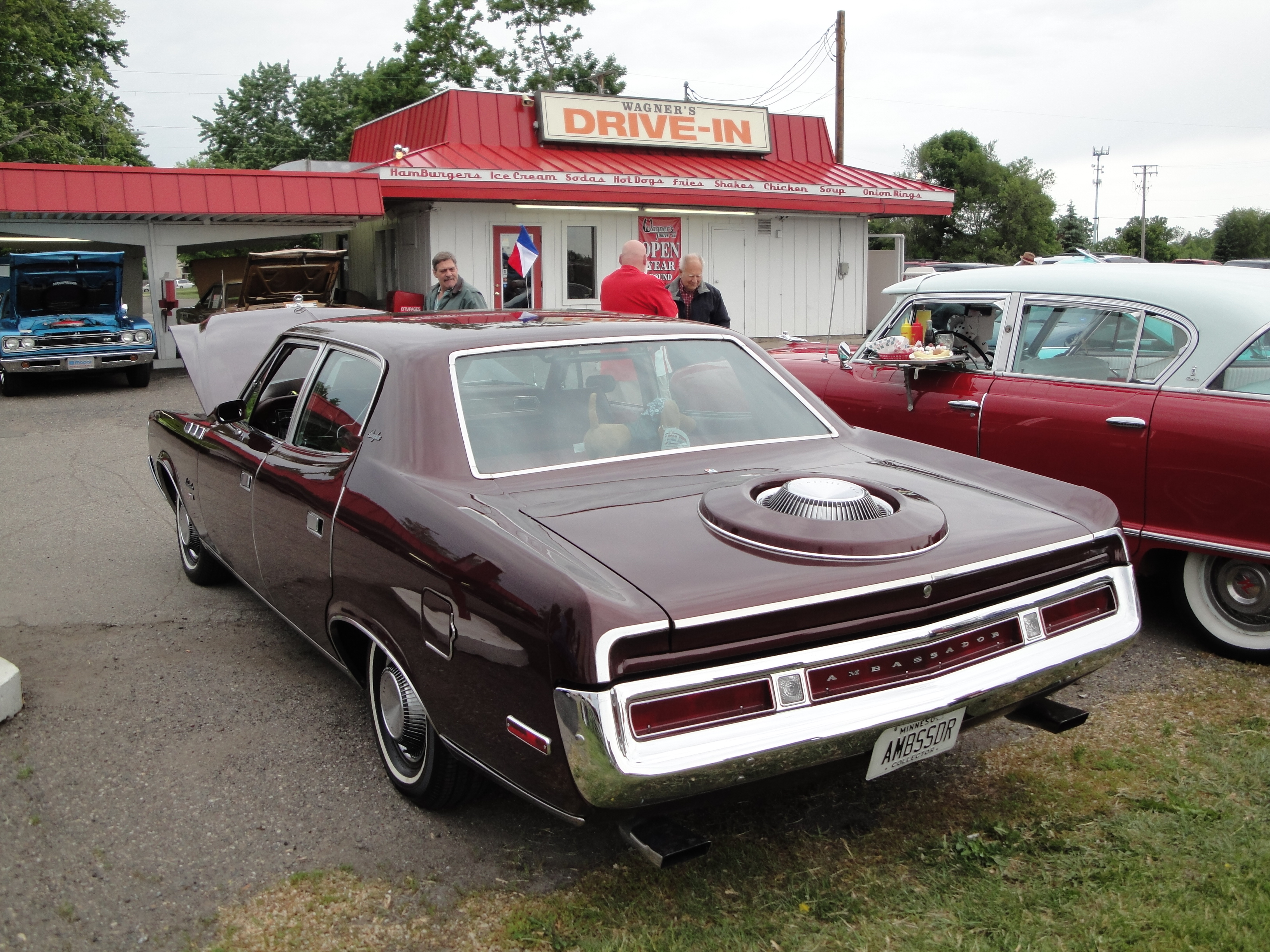
Vista posteriore
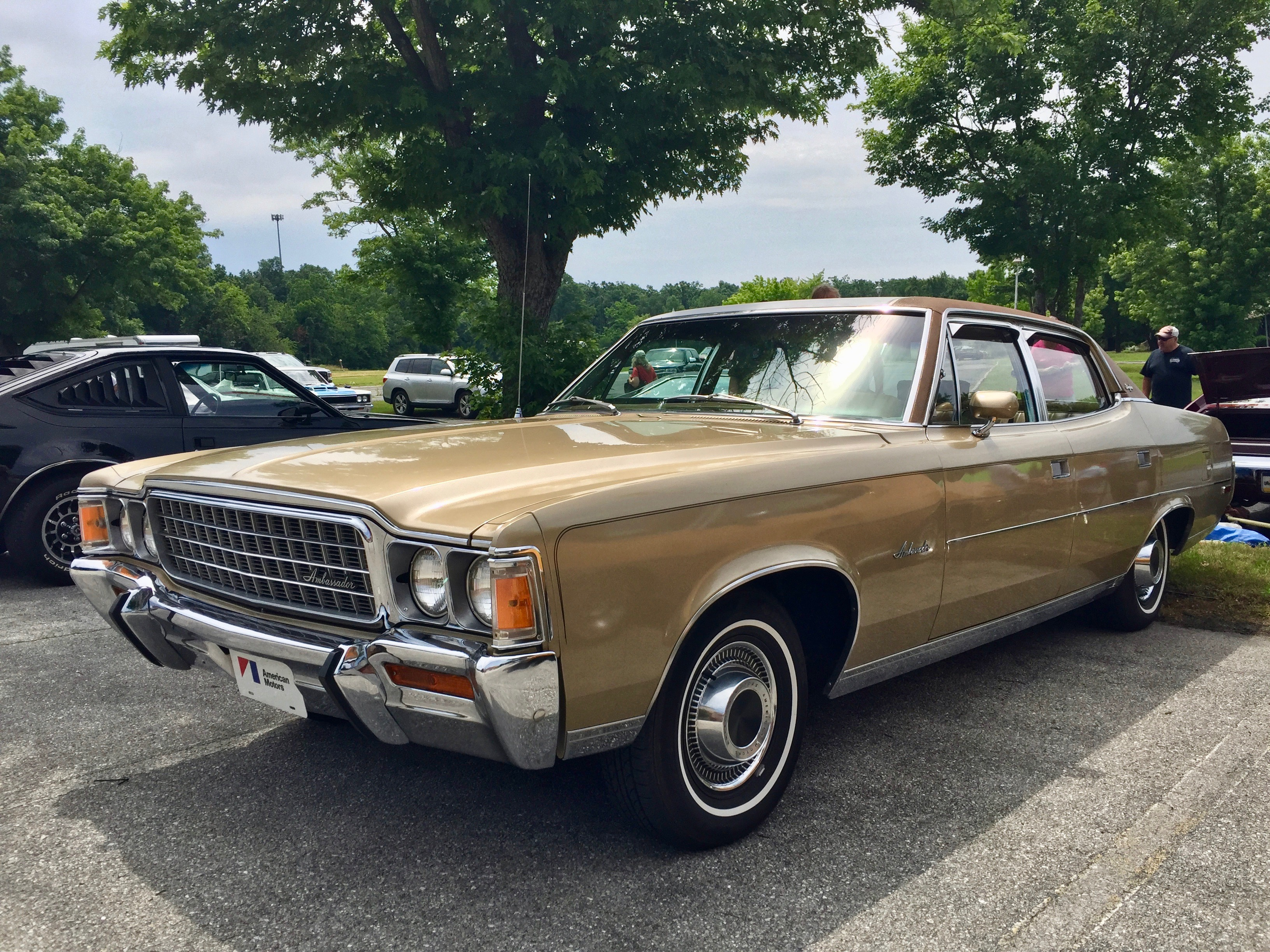
AMC Ambassador del 1972
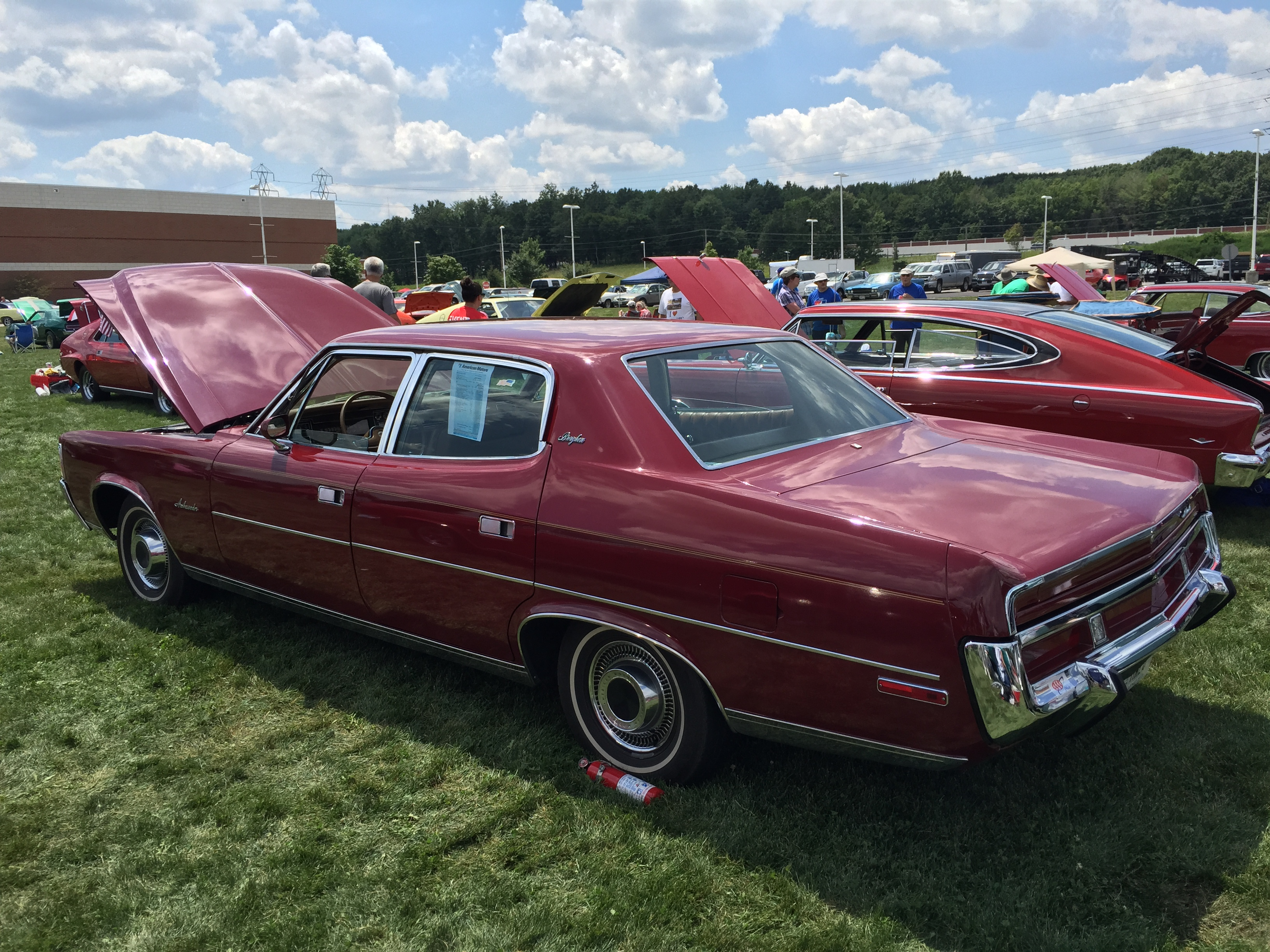
Vista posteriore
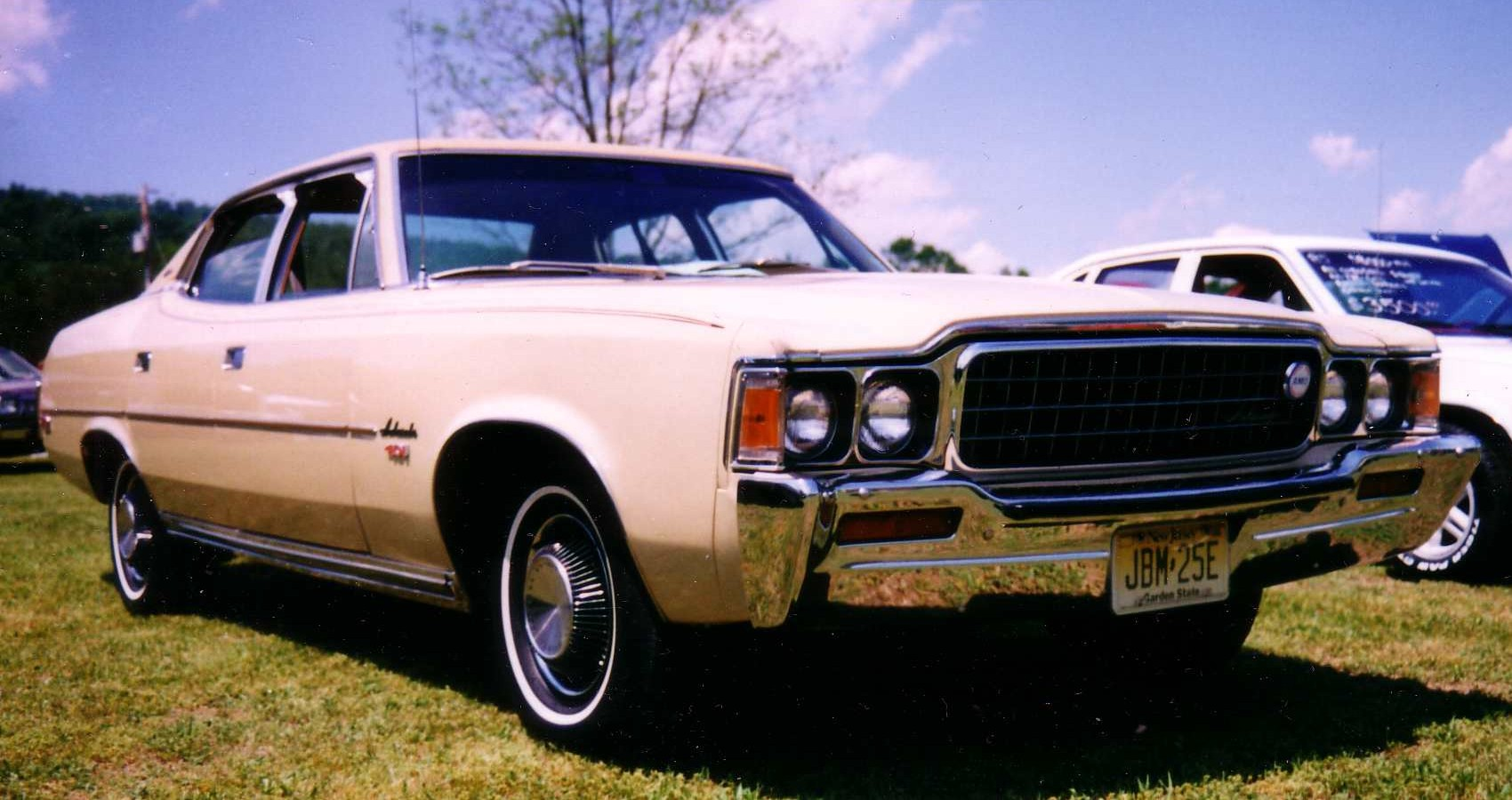
AMC Ambassador del 1973
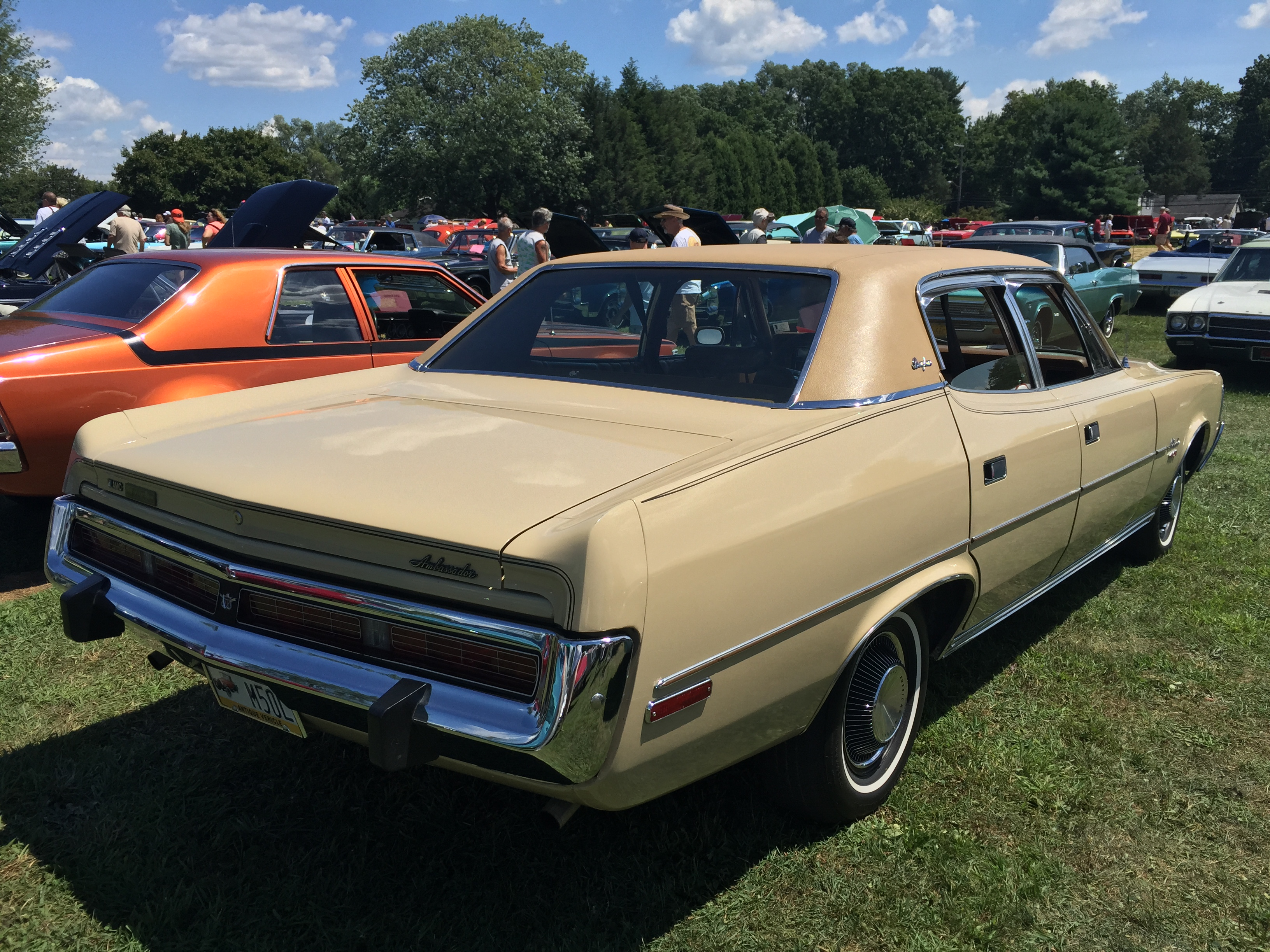
Vista posteriore

## L'ottava serie: 1974
Nel 1974 la Ambassador fu ingrandita ulteriormente nonostante la crisi energetica del 1973 che comportò, tra le conseguenze, anche un aumento dei prezzi dei carburanti. Nell'occasione, la linea fu aggiornata nuovamente e venne aumentata la capacità del serbatoio del carburante. L'equipaggiamento ora comprendeva, oltre all'aria condizionata, degli pneumatici con banda laterale bianca.

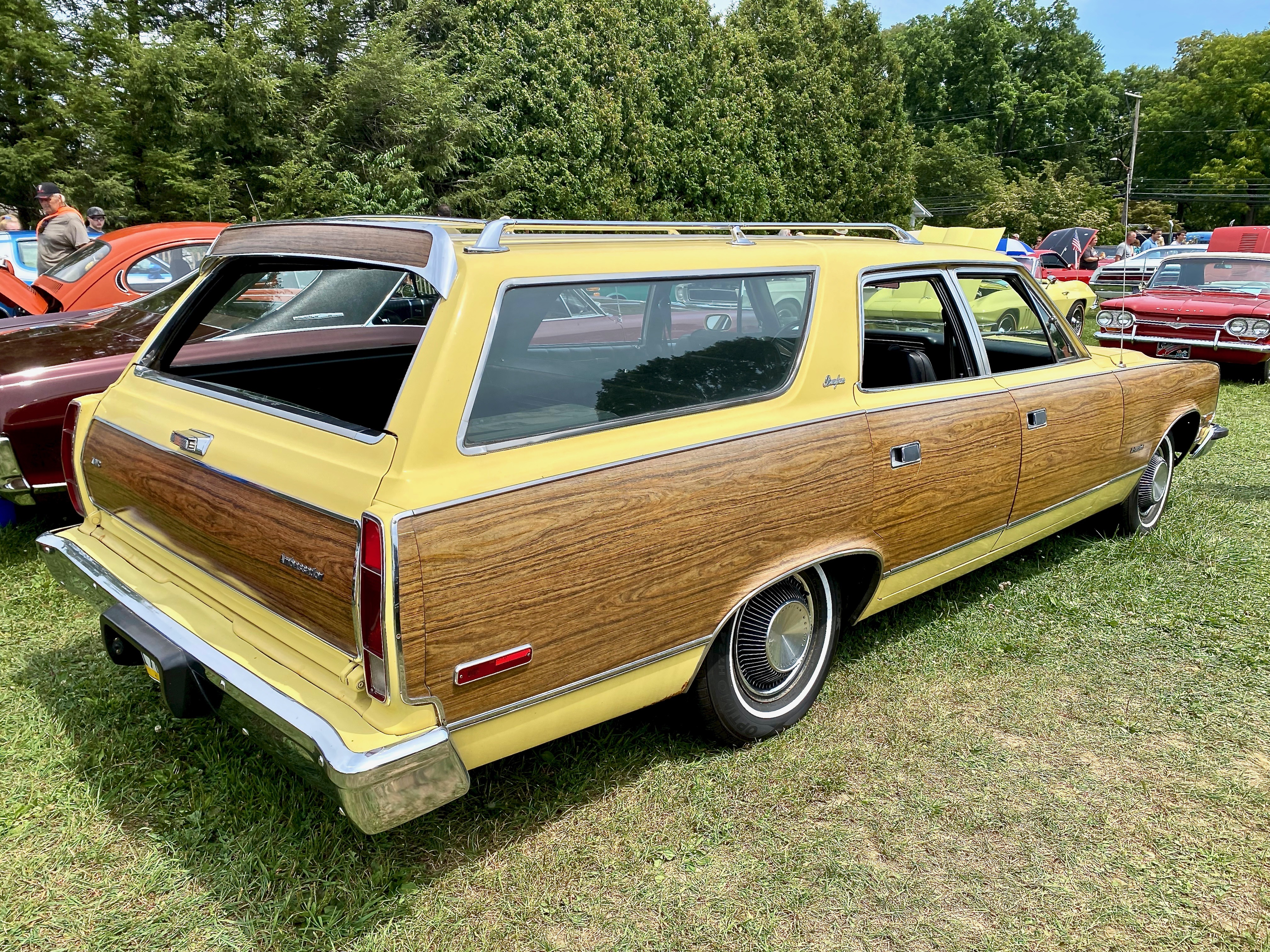
AMC Ambassador familiare

Questa ottava e ultima serie di Ambassador era offerta solo in versione berlina quattro porte e familiare quattro porte. Nonostante l'aumento delle dimensioni, la capacità di carico delle versioni familiari restò immutata. Sempre in riferimento alle familiari, esse erano offerte in due versioni che si differenziavano per il numero di sedili: la prima ne possedeva due, mentre l'altra tre. Le familiari erano inoltre dotate di un portellone posteriore incernierato inferiormente, di un portapacchi e di pannelli in finto legno che erano installati sulle fiancate.
I motori offerti erano i medesimi del 1973, con la disponibilità solamente di propulsori V8 e di un cambio automatico a tre rapporti. I propulsori offerti erano infatti i V8 da 5 L, 5,9 L e 6,6 L.
Nel 1974, dopo alcuni anni in cui furono costanti, le vendite di Ambassador diminuirono drasticamente seguendo la tendenza di quelle delle altre vetture full-size statunitensi. Il mercato statunitense, infatti, a causa della citata crisi energetica, virò verso modelli più piccoli. Per tale motivo, la AMC decise di togliere di produzione la Ambassador. 

## La produzione fuori dal continente nordamericano

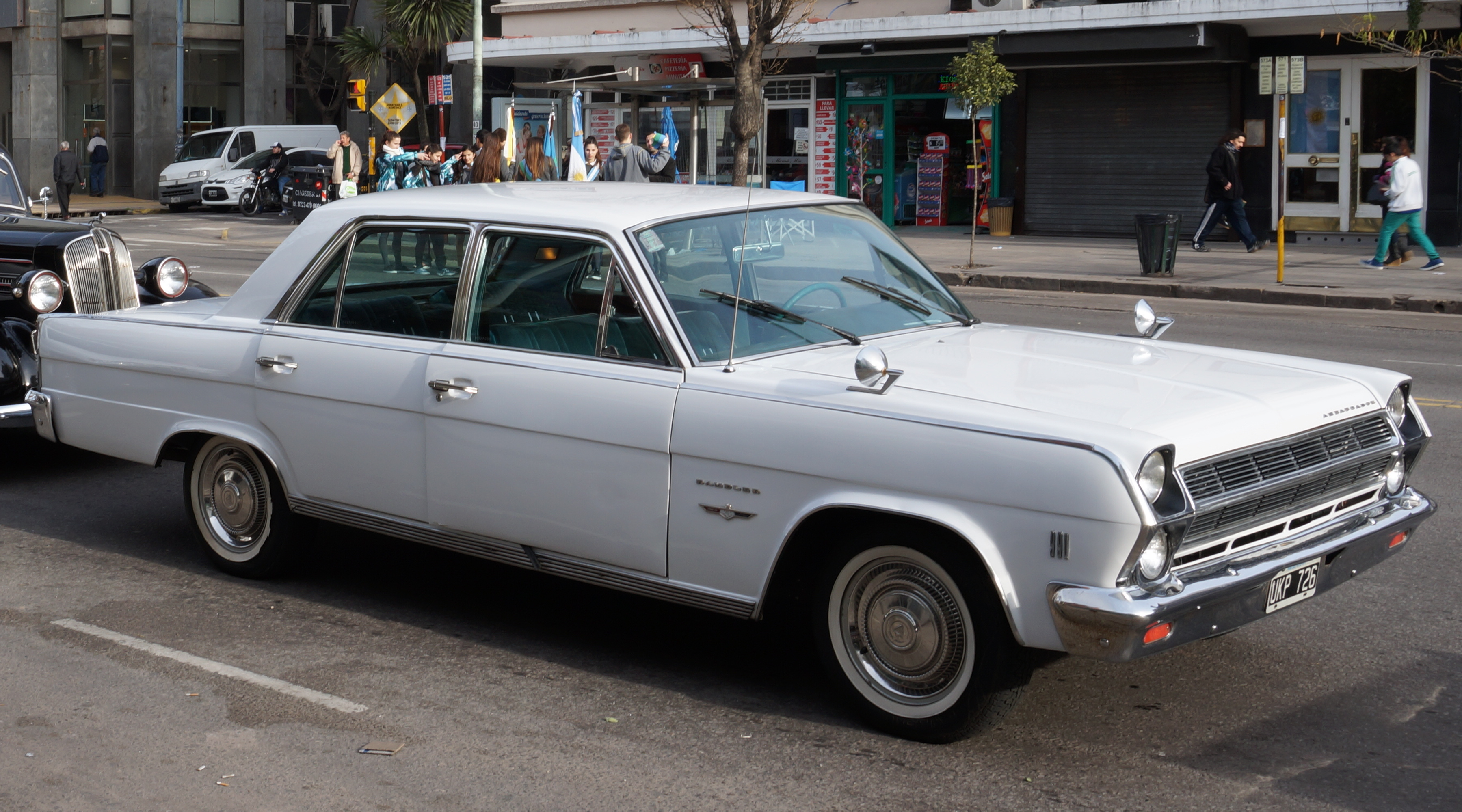
IKA Rambler Ambassador

La quinta serie di Ambassador fu anche assemblata in Argentina dalla Industrias Kaiser Argentina (IKA) da 1965 al 1972. Questi modelli erano dotati di un motore a sei cilindri in linea da 3,77 L. L'Australian Motor Industries (AMI) ottenne invece la licenza di produrre e commercializzare in Australia la Ambassador dal 1961 al 1963. Questi modelli erano dotati di un motore V8 da 5,4 L. Per tale motivo, la Ambassador era la vettura più potente assemblata all'epoca in Australia. Questi modelli erano prodotti tramite la tecnica del complete knock down ed erano dotati della guida a destra.